# Florimont
Florimont (deutsch früher Blumenberg oder Blumberg) ist eine französische Gemeinde im Département Territoire de Belfort in der Region Bourgogne-Franche-Comté.

## Geographie
Florimont liegt auf 384 m über dem Meer, fünf Kilometer östlich von Delle und etwa 21 Kilometer südöstlich der Stadt Belfort (Luftlinie). Das Dorf erstreckt sich im Übergangsbereich zwischen dem Flachland der Burgundischen Pforte und den nördlichen Ausläufern des Juras, im Tal der Coeuvatte am Nordfuß der Höhen von Florimont, nahe der Grenze zur Schweiz.
Die Fläche des 18,19 km² großen Gemeindegebiets umfasst einen Abschnitt der leicht gewellten Landschaft im Bereich der Burgundischen Pforte (Trouée de Belfort). Der südliche Teil des Gebietes wird in Südost-Nordwest-Richtung von der bis zu 500 m breiten Talniederung der Coeuvatte durchquert, welche für die Entwässerung zur Allaine sorgt. Sie nimmt nördlich des Dorfes mit der Vendline einen wichtigen Nebenfluss auf. Flankiert wird das Tal im Süden von den dicht bewaldeten Höhen von Florimont, auf denen mit 505 m die höchste Erhebung der Gemeinde erreicht wird, und vom Plateau von Saint-André. Zwischen den Tälern von Coeuvatte und Vendline hat Florimont Anteil an der Höhe Les Ragies (454 m).
Nach Norden erstreckt sich das Gemeindeareal in einem langen aber schmalen Streifen auf das weite Plateau der Burgundischen Pforte, das durchschnittlich auf 400 m liegt. Es ist teils mit Acker- und Wiesland, teils mit Wald (darunter der ausgedehnte Grand Bois) bedeckt. In Mulden- und Tallagen befinden sich zahlreiche Weiher, die für die Fischzucht angelegt wurden. Dieser nördliche Gemeindeteil wird durch den Ruisseau de l’Écrevisse zur Bourbeuse entwässert.
Zu Florimont gehören der Weiler Saint-André (418 m) auf dem Plateau südlich des Coeuvatte-Tals sowie verschiedene Einzelhöfe auf den Lichtungen nördlich des Grand Bois. Nachbargemeinden von Florimont sind Vellescot, Chavannes-les-Grands und Chavanatte im Norden, Suarce und Courtelevant im Osten, Courcelles und das schweizerische Boncourt im Süden sowie Delle, Faverois und Boron im Westen.

## Geschichte
Während der Römerzeit durchquerte der wichtige Verkehrsweg von Epomanduodurum (Mandeure) nach Augusta Raurica das Gemeindegebiet. Von dieser Zeit zeugen die Überreste eines Wachtturms. Florimont gehörte zunächst zum Elsass, bevor es im Jahr 895 an die Grafen von Burgund gelangte. Das Dorf bildete ein Lehen, das die Bischöfe von Basel den Grafen von Ferrette im 11. Jahrhundert überließen. Zu dieser Zeit wurde oberhalb von Florimont eine Burg errichtet. Auch das Dorf wurde befestigt und gewann rasch an Bedeutung. Die Herrschaft, die der Familie Blumenberg gehörte, umfasste im 13. Jahrhundert auch die Nachbardörfer Courcelles, Courtelevant, Réchésy, Lepuix-Neuf, Chavanatte, Suarce, Boron, Grosne und Faverois. In der ersten Hälfte des 14. Jahrhunderts gelangte das Dorf unter die Oberhoheit der Habsburger. Seit dem 15. Jahrhundert wurden in Florimont wöchentlich ein Markt sowie zwei Jahrmärkte durchgeführt. 1585 erscheint der Ort bei Mercator als Blumberg.
Seit dem 16. Jahrhundert waren die Herren von Pfirt zu Florimont hier begütert. Die Burg Florimont wurde 1583 durch eine Feuersbrunst zerstört, anschließend jedoch wieder aufgebaut. Während des Dreißigjährigen Krieges wurden das Dorf und die Burg von schwedischen Truppen geplündert und verwüstet. Zusammen mit dem Sundgau kam Florimont mit dem Westfälischen Frieden 1648 an die französische Krone. Die Schlossruine gelangte zusammen mit dem restlichen Besitz des François Nicolas de Salomon nach dem Tod seines Schwiegervaters Gaspard Nicolas de Barbaud de Florimont im Jahr 1783 ebenfalls an die Herren von Pfirt.
Seit 1793 gehörte Florimont zum Département Haut-Rhin, verblieb jedoch 1871 als Teil des Territoire de Belfort im Gegensatz zum restlichen Elsass bei Frankreich.

## Bevölkerung
Mit 465 Einwohnern (1. Januar 2022) gehört Florimont zu den kleinen Gemeinden des Départements Territoire de Belfort. Nachdem die Einwohnerzahl in der ersten Hälfte des 20. Jahrhunderts deutlich abgenommen hatte (1881 wurden noch 425 Personen gezählt), wurde seit Beginn der 1960er-Jahre wieder ein kontinuierliches Bevölkerungswachstum verzeichnet.
| Jahr                       | 1962 | 1968 | 1975 | 1982 | 1990 | 1999 | 2009 | 2020 |
| Einwohner                  | 244  | 292  | 279  | 324  | 388  | 398  | 423  | 449  |
| Quellen: Cassini und INSEE |      |      |      |      |      |      |      |      |

## Sehenswürdigkeiten
In der Dorfmitte steht die Pfarrkirche Eglise de la Présentation de la Vierge, die 1863 im Stil der Neugotik neu erbaut wurde. Sie besitzt eine reiche Ausstattung (Mobiliar aus dem 18. Jahrhundert) und ersetzte die alte Kirche, von der heute nur noch der Turm (im Friedhof) erhalten ist.
Der Ortskern ist geprägt durch verschiedene Bauernhäuser im traditionellen elsässischen Stil des 18. Jahrhunderts. Auf einem Vorsprung oberhalb von Florimont befindet sich ein runder Burgturm, der nach der Französischen Revolution von Gustave Armand Henri, Comte de Reiset, in Erinnerung an die ehemalige Burg errichtet wurde und das Wappen der Herren von Pfirt trägt. Zuvor war die Ruine der ehemaligen Burg durch mehrere Hände gegangen und hatte sich u. a. im Besitz von Joseph Bruat aus Grandvillars befunden, dem Vater des späteren Admirals Armand Joseph Bruat.

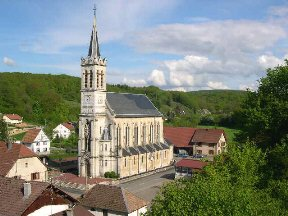
Pfarrkirche Florimont
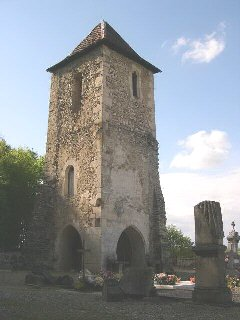
Ehemaliger Kirchturm
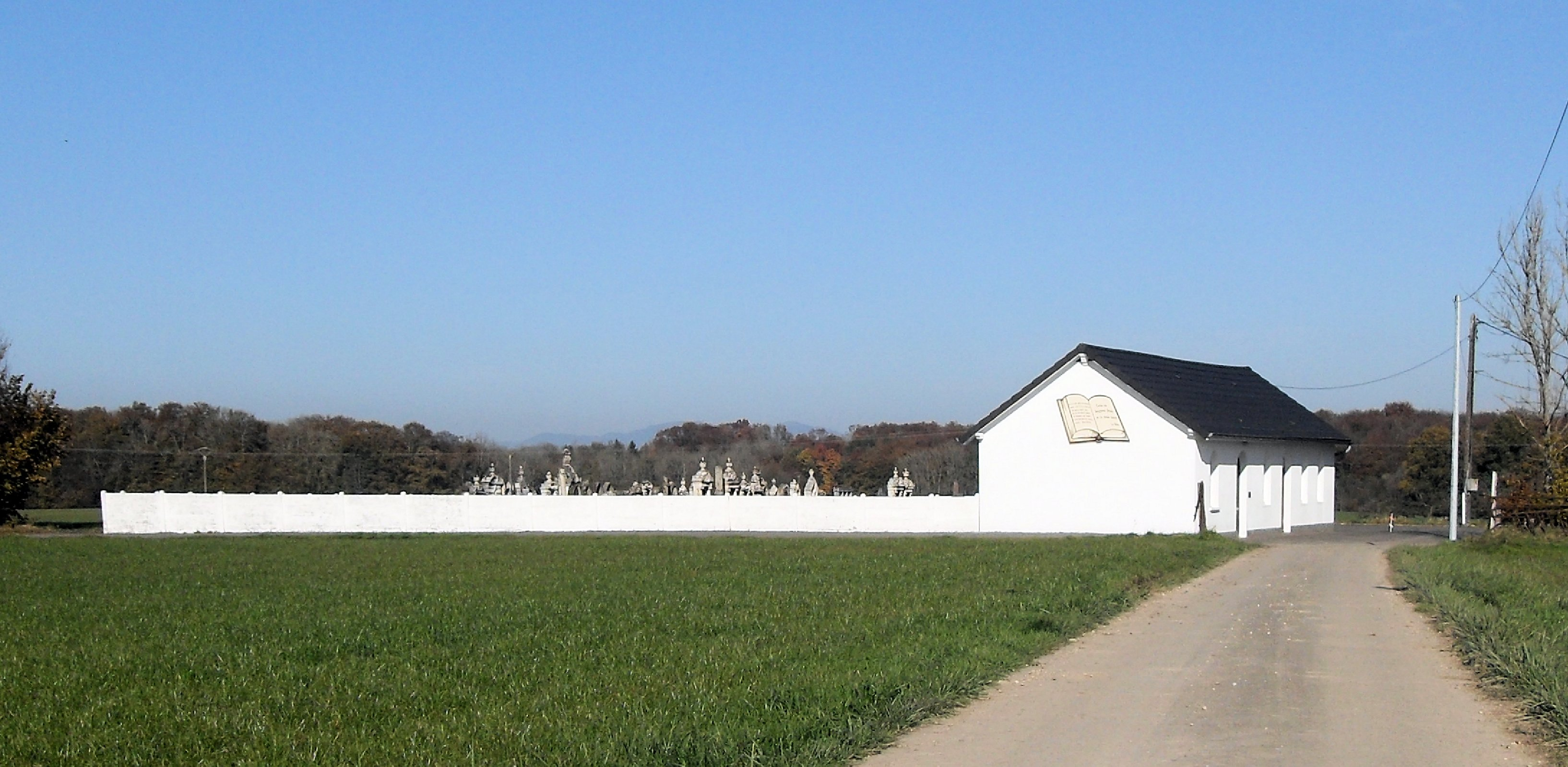
Mennonitenkapelle

## Wirtschaft und Infrastruktur
Florimont war bis weit ins 20. Jahrhundert hinein ein vorwiegend durch die Landwirtschaft (Ackerbau, Obstbau und Viehzucht), die Fischzucht und die Forstwirtschaft geprägtes Dorf. Daneben gibt es heute verschiedene Betriebe des lokalen Kleingewerbes. Mittlerweile hat sich das Dorf zu einer Wohngemeinde gewandelt. Viele Erwerbstätige sind deshalb Wegpendler, die in Delle und in den Agglomerationen Belfort und Montbéliard ihrer Arbeit nachgehen.
Die Ortschaft ist verkehrstechnisch gut erschlossen. Sie liegt nahe der Hauptstraße D463, die von Delle nach Saint-Louis führt. Der nächste Anschluss an die Autobahn A36 befindet sich in einer Entfernung von ungefähr 20 Kilometern. Weitere Straßenverbindungen bestehen mit Courtelevant und Courcelles.